# Cyrtandra macrocalyx
Cyrtandra macrocalyx är en tvåhjärtbladig växtart som beskrevs av Wilhelm B. Hillebrand. Cyrtandra macrocalyx ingår i släktet Cyrtandra och familjen Gesneriaceae. Inga underarter finns listade i Catalogue of Life.